# Itonos
Itonos (en grec antic Ἴτωνος) va ser un heroi, fill d'Amficcíon, rei de l'Àtica, i de l'estirp de Deucalió.
Casat amb la nimfa Melanipe,va ser pare de Beot, Cròmia i Iodama. Se li atribueix la institució del culte d'Atena Itònia.